# 李展鵬
李展鵬（英語：Pan Lei Chin Pang，？—），澳門學者和文化評論人，從事文化、媒體、教育等工作。曾任澳門大學傳播學系助理教授，現任香港教育大學文學及文化學系講師。
李展鵬同時是澳門《新生代》雜誌社長、香港《明報》專欄作者、香港電影評論學會會員、澳門電台節目《澳門講場》時事評論人，亦曾是《澳門日報》及《力報》專欄作者。
他亦曾經擔任過台灣金馬影展奈派克獎、台灣國際紀錄片影展、台灣國際酷兒影展、中國大陸華語電影傳媒大獎等影展評審。

## 著作
主要著作：
- 《在世界邊緣遇見澳門》（澳門日報出版社）
- 《電影的一百種表情》（澳門日報出版社）
- 《旅程瞬間》（澳門日報出版社）
- 《最後的蔓珠莎華: 梅艷芳的演藝人生》(與卓男合編)（香港三聯出社版）
- 《最後的蔓珠莎華: 梅艷芳的演藝人生》(與卓男合編)（上海三聯國際出社版）
- 《隱形澳門：被忽視的城市與文化》（台灣遠足文化出版社）
- 《夢伴此城：梅艷芳與香港流行文化》（香港三聯出社版）
- 《香港電影2019：時代影像》（香港電影評論學會出社版）

其文章亦散見於「立場新聞」、「端傳媒」、「獨立評論網」、「關鍵評論網」及「評台」，以及中國大陸「騰訊大家」等網媒。